# Volvo XC40
Volvo XC40 — компактний позашляховик шведського автовиробника Volvo Cars.

## Опис

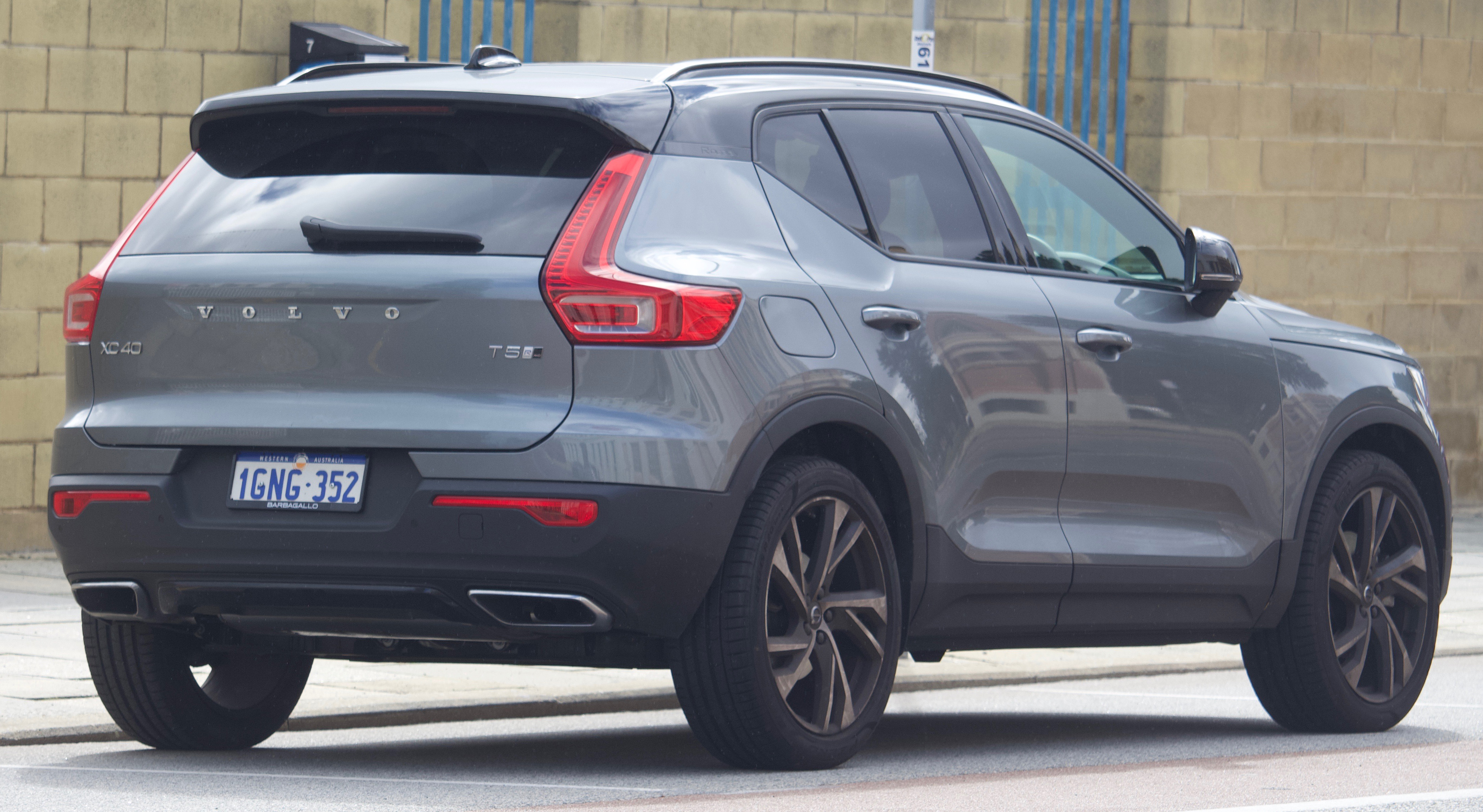
Volvo XC40 (2017–2022)

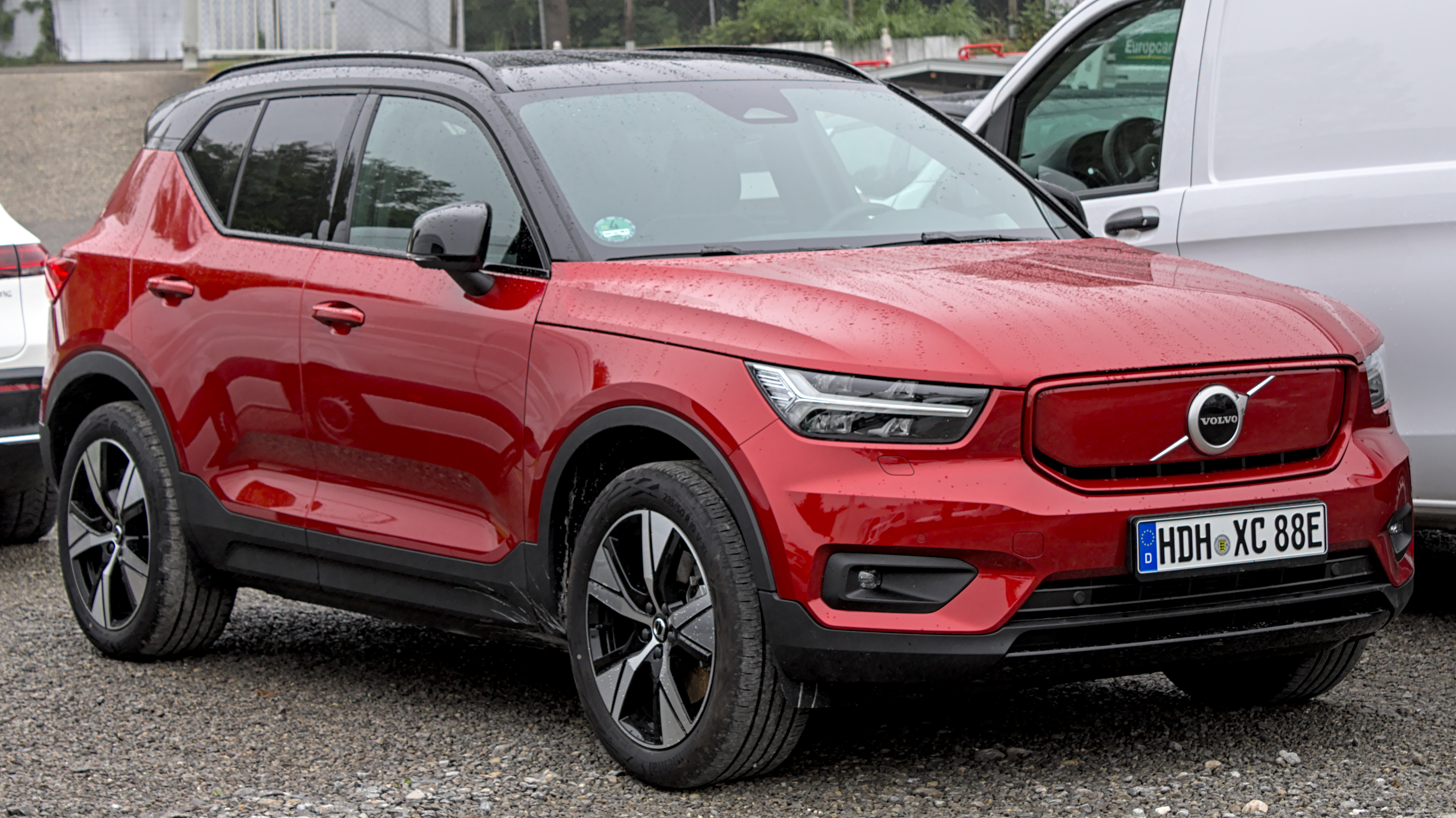
Volvo XC40 Recharge (2020–2022)

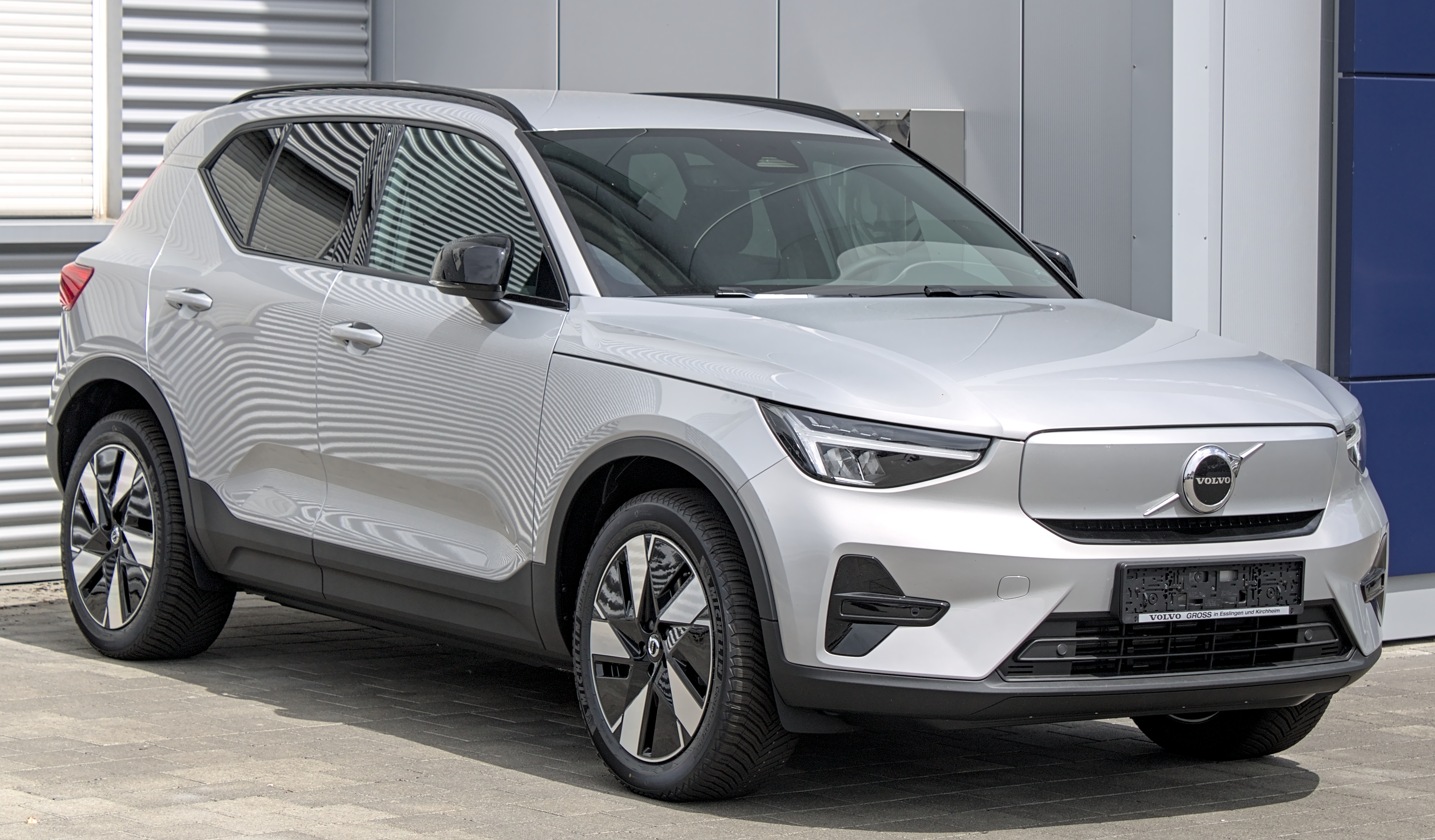
Volvo XC40 Recharge (з 2022)

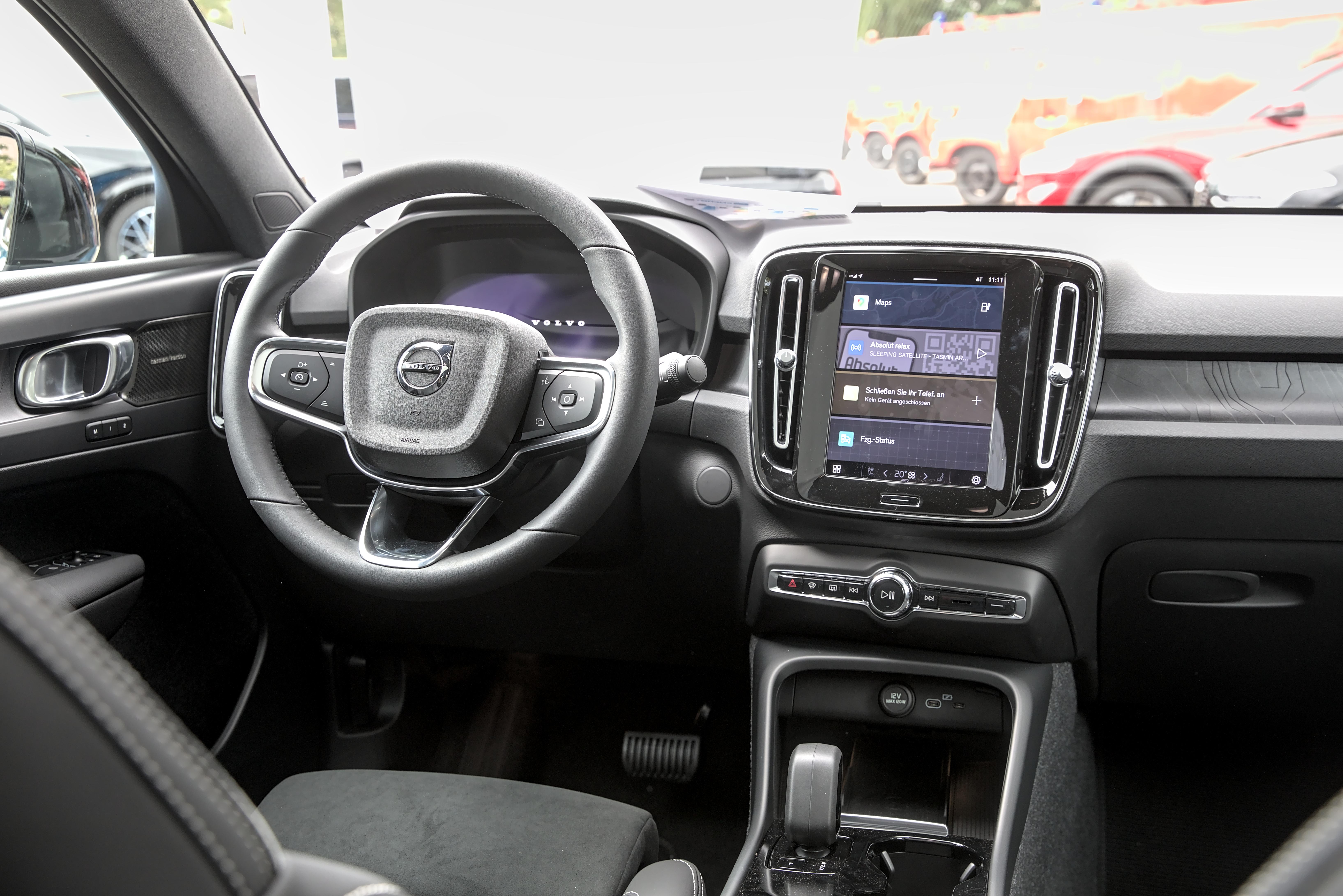
Салон

Автомобіль дебютував в Мілані в вересні 2017 року. Продажі почнуться в листопаді того ж року. Кросовер збудовано на новій модульній платформі Compact Modular Architecture (CMA), на якій будуть будуватися інші моделі Volvo, Geely та Lynk & Co. Автомобіль отримав поперечне розташування двигуна, спереду стійки McPherson, ззаду багаторичажна підвіска типу control blade. Довжина, ширина, висота і колісна база паркетника рівні 4425, 1863, 1652 і 2702 мм відповідно. Автомобіль має бензинові й дизельні двигуни, механічну й автоматичну коробку передач, передній або повний привод з муфтою Haldex на вибір. Обсяг багажника — 460 літрів під полицею і 1336 літрів зі складеним заднім диваном.
Дизайн автомобіля розробляв Ян Кеттл.
Паркетник отримав скляний дах, камери кругового огляду, акустику Harman/Kardon, системи автоматичного гальмування (City Safety) і попередження про наближення по сторонах автомобіля (Cross Traffic Alert), бездротову зарядку смартфона, вихід в мережу, двозонний клімат-контроль, світлодіодні фари й напівавтономну систему водіння Pilot Assist. Вона бере на себе кермове управління, газ і гальмо на швидкостях до 130 км/год. Технологія Volvo On Call дозволяє планувати маршрут ще на смартфоні й переносити план в навігацію на борту.
Виробництво кросовера відбувається на бельгійському заводі в Генті.
У 2020 році Volvo XC40 отримав оновлення. Віддача 1,5-літрового трициліндрового бензинового двигуна зростає зі 156 до 163 кінських сил. Вперше він доступний з восьмиступінчастою автоматичною коробкою передач як опцію, тоді як шестиступінчаста механіка є стандартною. Середня витрата палива з ручною КПП становить 7,6-6,8 літрів на 100 кілометрів (в минулій моделі показник паливної економічності прирівнювався до 7,7-7,1 літрів). Volvo XC40 з базовим 2,0-літровим T4 оцінюється на 1400 фунтів стерлінгів (1761 долар США / 1560 євро) дешевше і комплектується переднім приводом. У порівнянні з версією AWD, розгін 0-100 км/год займає 8,4 секунди (поліпшення на 0,1 секунди), тоді як витрата палива — 8,4-7,7 л на 100 км. За використання гібридної складової, автомобіль може витрачати 2 л/100 км.
Асортимент обладнання також переглянутий і включає додаткові розетки, 9-дюймову інформаційно-розважальну систему, голосове керування, супутникову навігацію, двозонний клімат-контроль, світлодіодні фари, задні паркувальні датчики й 18-дюймові легкосплавні диски. Клієнти можуть вибрати новий пакет Winter Plus, який включає кермове колесо і сидіння з підігрівом, вітрове скло з підігрівом і систему очищення фар. Пропонуються три нові кольори кузова: Thunder Grey, Pebble Grey і Glacier Silver.
Volvo XC40 2024 пропонує 12,3-дюймову цифрову приладову панель та інформаційно-розважальну систему на базі Google.
У 2021 році дебютував електрокар XC40 Recharge. Автомобіль поставляється лише з повним приводом. Електрокар має запас ходу 335 км.  

### Безпека
Стандартний Volvo XC40 2020 року поставляється з функціями допомоги в утриманні смуги руху, попередження про лобове зіткнення, попередження про вихід зі смуги руху, розпізнавання дорожніх знаків, автоматичним екстреним гальмуванням, автоматичними фарами дальнього світла і камерою заднього виду.
Додаткові функції безпеки включають адаптивні фари, протитуманні поворотні фари, адаптивний круїз-контроль, паркувальну камеру з об'ємним оглядом, систему контролю сліпих зон, попередження про перехресний рух ззаду, автоматичне гальмування заднім ходом, а також передній і задній парктроніки.
Доступна система Pilot Assist контролює вашу швидкість в потоці автомобілів і допомагає утримувати смугу руху.

### Volvo C40 Recharge
У березні 2021 року представлено електричний кросовер-купе C40 Recharge, який зроблений на тій же платформі CMA, що й XC40 Recharge.
Купеподібний C40 відрізняється не тільки похилим дахом і кормою, а й, наприклад, переднім бампером.

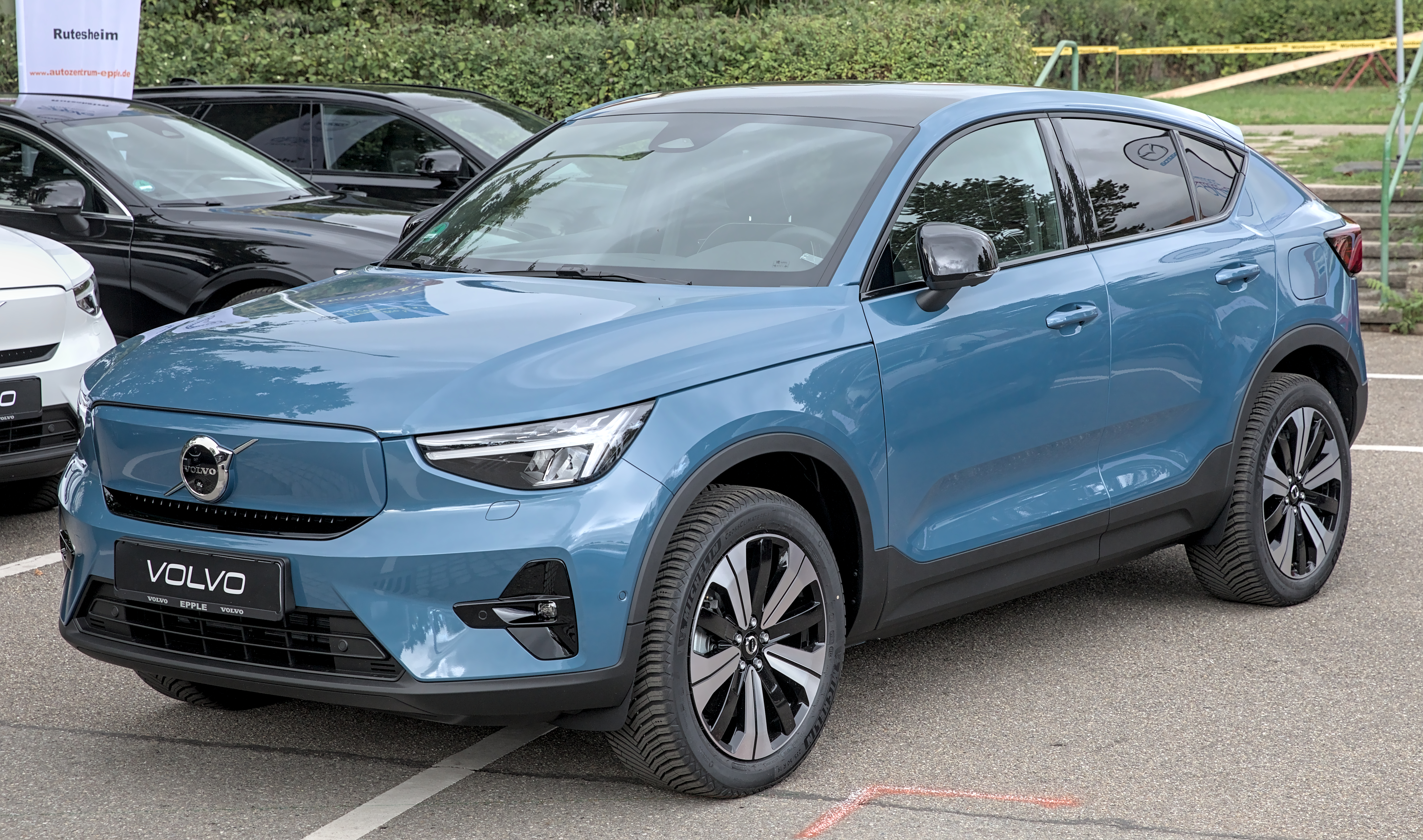
C40 Recharge
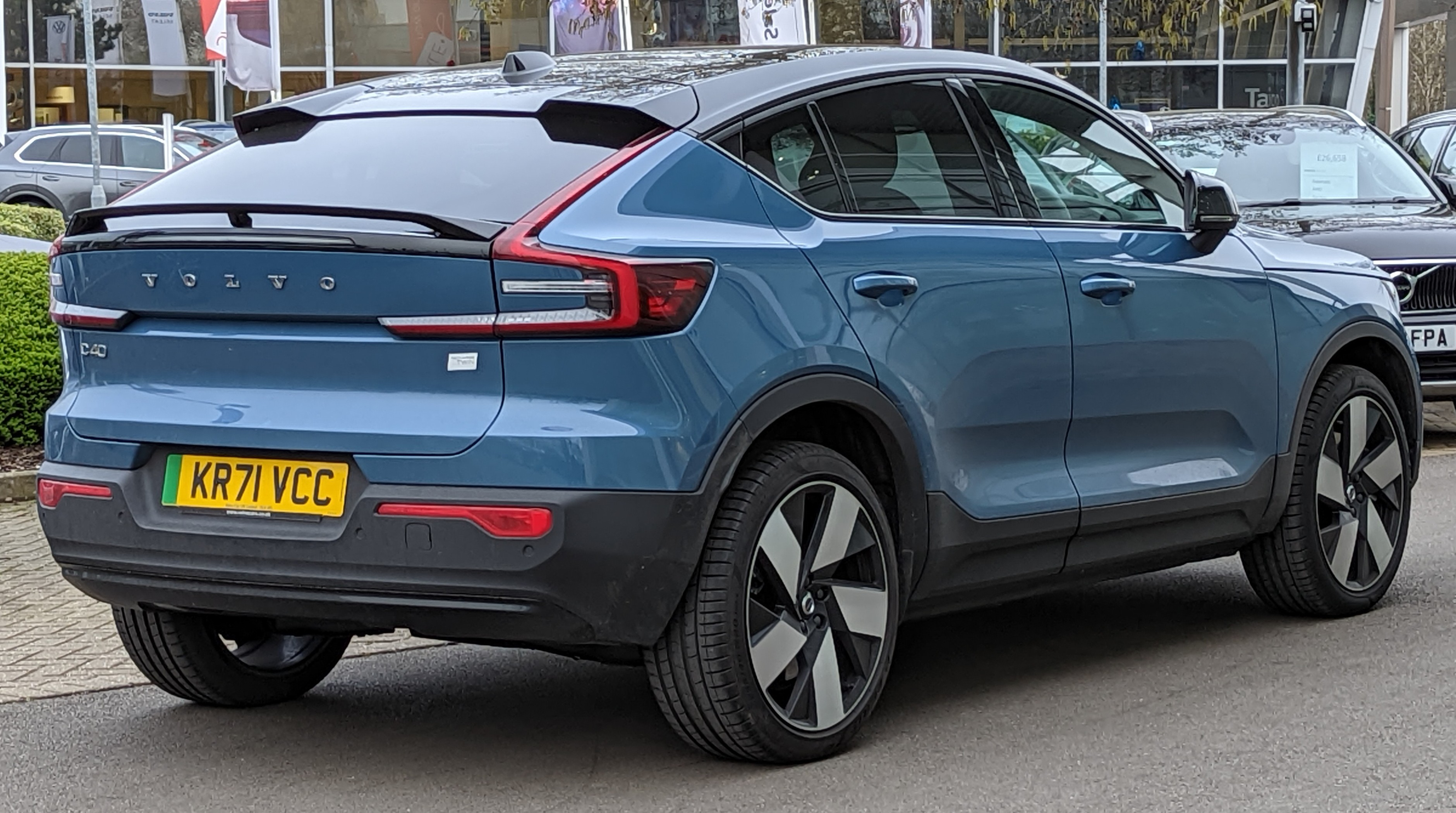
C40 Recharge

## Двигуни
Бензинові
- 1.5 л T3 B3154T 156 к.с.
- 2.0 л T5 B4204T 190 к.с.
- 2.0 л T5 B4204T 247–254 к.с.

Дизельні
- 2.0 л D3 D4204T 150 к.с.
- 2.0 л D4 D4204T 190 к.с.

Електричні
- 1 електродвигун 231/238 к.с. 330 Нм (Recharge Single Motor)
- 1 електродвигун 252 к.с. 420 Нм (Recharge Single Motor)
- 2 електродвигуни 408 к.с. 660/670 Нм (Recharge Twin Motor)

## Продажі
| рік  | Європа  | США    | Китай  |
| ---- | ------- | ------ | ------ |
| 2017 | 117     |        |        |
| 2018 | 47,298  | 12,427 |        |
| 2019 | 82,457  | 17,654 | 13,216 |
| 2020 | 110,254 | 23,778 | 23,982 |
| 2021 | 123,847 | 26,802 | 14,244 |